# Westland Widgeon
O Westland Widgeon era a versão britânica do Sikorsky S-51 Dragonfly construída sob licença na Inglaterra. A seção frontal da fuselagem foi completamente redesenhada para acomodar até cinco pessoas e a maioria da produção foi formada por conversões de helicópteros Dragonfly.